# Чо Хьо Сім
Чо Хьо Сім (кор. 최효심, нар. 5 грудня 1993) — північнокорейська важкоатлетка, срібна призерка Олімппійських ігор 2016 року.

## Результати
| Рік              | Місце                    | Вага             | Ривок            | Ривок            | Ривок            | Ривок            | Поштовх          | Поштовх          | Поштовх          | Поштовх          | Загалом          | Місце            |
| Рік              | Місце                    | Вага             | 1                | 2                | 3                | Місце            | 1                | 2                | 3                | Місце            | Загалом          | Місце            |
| Олімпійські ігри | Олімпійські ігри         | Олімпійські ігри | Олімпійські ігри | Олімпійські ігри | Олімпійські ігри | Олімпійські ігри | Олімпійські ігри | Олімпійські ігри | Олімпійські ігри | Олімпійські ігри | Олімпійські ігри | Олімпійські ігри |
| ---------------- | ------------------------ | ---------------- | ---------------- | ---------------- | ---------------- | ---------------- | ---------------- | ---------------- | ---------------- | ---------------- | ---------------- | ---------------- |
| 2016             | Ріо-де-Жанейро, Бразилія | до 63 кг         | 105              | 109              | 111              | 3                | 135              | 138              | 143              | 2                | 248              | 2                |
| Чемпіонат світу  |                          |                  |                  |                  |                  |                  |                  |                  |                  |                  |                  |                  |
| 2015             | Х'юстон, США             | до 63 кг         | 104              | 107              | 107              | 8                | 136              | 136              | 139              | 2                | 243              | 3                |
| 2014             | Алмати, Казахстан        | до 63 кг         | 108              | 108              | 111              | 8                | 133              | 138              | 140              | 2                | 248              | 3                |